# Momodou Ceesay
Momodou Ceesay (Banjul, Gambia, 24 de diciembre de 1988) es un futbolista gambiano. Se desempeña como delantero y se encuentra sin equipo.

## Trayectoria

### Wallidan, Grasshopper y Chelsea
Ceesay comenzó su carrera futbolística en el Wallidan FC de su natal Banjul, al cual se unió en 1998. En 2007 fue contratado por el Grasshopper de Suiza, aunque en este equipo apenas permaneció un año, antes de unirse a la cantera del Chelsea Football Club en 2008. Sin embargo, duro muy pocó en el equipo inglés, siendo vendido al KVC Westerlo de Bélgica ese mismo año.

### KVC Westerlo
En el momento en que Ceesay fue contratado, el Westerlo tenía un acuerdo con el Chelsea FC, ya que había tres jugadores del Chelsea que estaban cedidos en el equipo belga, quienes eran Michael Modubi, Jeffrey Ntuka-Pule y Emmanuel Sarki.
En los dos años que jugó con el Westerlo, Ceesay disputó 30 partidos y marcó solamente un gol. Ceesay fue contratado principalmente para cubrir la escasez de delanteros que había en ese momento. Los aficionados comenzaron a cuestionar su contratación y cuando terminó su contrato en 2010, Ceesay quedó en libertad.

### MŠK Žilina
Ceesay fue contratado por el MŠK Žilina de Eslovaquia en el verano de 2010, debutando como goleador con este equipo en la victoria por 2-1 sobre el Dukla Banská Bystrica el 31 de julio de 2010. Luego, durante la clasificación para la Liga de Campeones, Ceesay fue parte fundamental del equipo, anotando goles ante el Litex Lovech y ante el Sparta Praga, ayudando a que su equipo clasificara a la fase de grupos.
Ya con el equipo clasificado a la competencia, Ceesay tuvo la oportunidad de enfrentarse a su exequipo, el Chelsea FC. Sin embargo, en ese partido, el Chelsea se impuso por 4-1.

## Selección nacional
Su debut con la Selección de Gambia fue el 30 de mayo de 2010 ante México en Bayreuth, Alemania. En ese partido, México se impuso por 5-1. Su primer gol fue el 4 de septiembre de 2010 en la victoria de su equipo por 3-1 ante Namibia en un partido de clasificación para la Copa Africana de Naciones de 2012. Su segundo gol durante dicha clasificación fue el 9 de octubre de 2010 en la derrota por 3-1 ante Burkina Faso.

### Goles como internacional
- Lista de marcadores y resultados. En los marcadores, el primer número corresponde a los goles marcados por Gambia.

| #  | Fecha      | Lugar                  | Adversario                      | Gol | Resultado | Competición                      |
| -- | ---------- | ---------------------- | ------------------------------- | --- | --------- | -------------------------------- |
| 1. | 04-09-2010 | Bakau, Gambia          | Namibia                         | 2-0 | 3-1       | Clasificación Copa Africana 2012 |
| 2. | 09-10-2010 | Uagadugú, Burkina Faso | Burkina Faso                    | 1-3 | 1-3       | Clasificación Copa Africana 2012 |
| 3. | 09-02-2011 | Lisboa, Portugal       | Guinea-Bissau                   | 1-0 | 1-3       | Amistoso                         |
| 4. | 10-08-2011 | Bakau, Gambia          | República Democrática del Congo | 3-0 | 3-0       | Amistoso                         |

## Clubes
| Club                 | País       | Año         |
| -------------------- | ---------- | ----------- |
| Wallidan FC          | Gambia     | 1998 - 2007 |
| Grasshopper (Sub-21) | Suiza      | 2007 - 2008 |
| Chelsea FC Reserva   | Inglaterra | 2008        |
| KVC Westerlo         | Bélgica    | 2008 - 2010 |
| MŠK Žilina           | Eslovaquia | 2010 - 2013 |
| Kairat Almaty        | Kazajistán | 2013 - 2015 |
| Maccabi Netanya      | Israel     | 2015 - 2016 |
| MŠK Žilina           | Eslovaquia | 2016        |
| PS Kemi              | Finlandia  | 2017        |
| Kyzyl-Zhar SK        | Kazajistán | 2018        |
| Irtysh Pavlodar      | Kazajistán | 2019        |
| Kyzyl-Zhar SK        | Kazajistán | 2019 - 2021 |